# Oficina Nacional Anticorrupción
La Oficina Nacional Anticorrupción fue un ente dependiente de la Presidencia del Consejo de Ministros del Perú con el fin de organizar un plan de lucha contra la corrupción. Fue creada por Decreto Supremo el 19 de octubre de 2007, durante el segundo gobierno de Alan García. Esta oficina reemplazó al Consejo Nacional Anticorrupción, creado por Alejandro Toledo.
La Oficina Nacional Anticorrupción tuvo la misión de prevenir, investigar, coordinar, vigilar y promover la ética pública y la lucha contra la corrupción a través de medidas preventivas, la investigación de oficio o a iniciativa de parte así como la formulación, monitoreo y supervisión de políticas públicas sobre la materia. La citada oficina contó con autonomía técnicas y funcional para el desarrollo de sus funciones en el ámbito Ejecutivo.
Como Jefa de la ONA, se designó a la jueza Carolina Lizárraga, quien aceptó renunciar a su cargo de Jueza Anticorrupción para poder asumir el liderazgo de la reciente oficina. Cabe destacar que se planeó entrar en el cargo por 4 años, según especificó al programa Prensa Libre.
En 2008 la oficina fue desactivada y todas sus funciones fueron traspasadas a la Contraloría General de la República del Perú.